# Kommandant der Seeverteidigung der Bretagne
Der Kommandant der Seeverteidigung der Bretagne, kurz Seekommandant Bretagne, war ein regionaler Küstenbefehlshaber der deutschen Kriegsmarine im Zweiten Weltkrieg mit Sitz in Brest, der im Juli 1940 unter der Bezeichnung Kommandant der Seeverteidigung Brest aufgestellt wurde. Er war zunächst dem Marinebefehlshaber Bretagne, ab Dezember 1940 dem Marinebefehlshaber Westfrankreich, unterstellt. Gleichzeitig mit dem Unterstellungswechsel erfolgte die Umbenennung in Seekommandant Bretagne.

## Geschichte
Nach der Kapitulation Frankreichs im Juni 1940 richtete die Kriegsmarine eine Kommandostruktur für die französischen Küsten ein, darunter den Marinebefehlshaber Bretagne. Sein Befehlsbereich erstreckte sich im Osten von der Mündung des Couesnon östlich von St. Malo bis zur Mündung der Loire im Südwesten, wobei ihm ebenfalls die Küstenbatterien am Südufer der Loire zugeordnet waren. Anfangs unterstanden ihm alle Marinedienststellen in seinem Bereich, insbesondere die Marineartillerieabteilungen und die Hafenkommandanten und -kapitäne direkt.
Im Juli 1940 wurde der Seekommandant Brest als Zwischenvorgesetzter zwischen dem Marinebefehlshaber und nachgeordneten Dienststellen für den Bereich von Cap Fréhel bis Carnac eingerichtet, während die außerhalb dieses Bereichs stationierten Dienststellen dem Marinebefehlshaber weiterhin direkt unterstanden. Der Seekommandant Brest blieb der einzige Seekommandant im Bereich Marinebefehlshaber Bretagne.
Im Dezember 1940 wurde die Dienststelle des Marinebefehlshabers Bretagne aufgelöst. Die Seekommandantur Brest wurde unter der neuen Bezeichnung Kommandant der Seeverteidigung der Bretagne dem Marinebefehlshaber Westfrankreich unterstellt. Die an der Kanalküste östlich angrenzenden Gebiete wurden dem Seekommandanten Normandie zugeteilt, während sich im Süden die Seekommandantur Loire-Gironde anschloss. Letztere wurde von November 1942 bis Januar 1943 vorübergehend aufgelöst. In dieser Zeit erstreckte sich der Befehlsbereich des Seekommandanten Bretagne im Süden bis an die Loire.
Nach der Invasion im Juni 1944 wurden große Teile des Bereichs von alliierten Truppen besetzt, und die deutschen Kräfte wurden in Brest und Lorient eingeschlossen. Der Seekommandant ergab sich in Brest im September 1944, während Lorient bis Kriegsende in deutscher Hand blieb.
Ab September 1944 existierte ein Seekommandant Lorient.

## Unterstellte Dienststellen und Verbände

### Seekommandant Brest

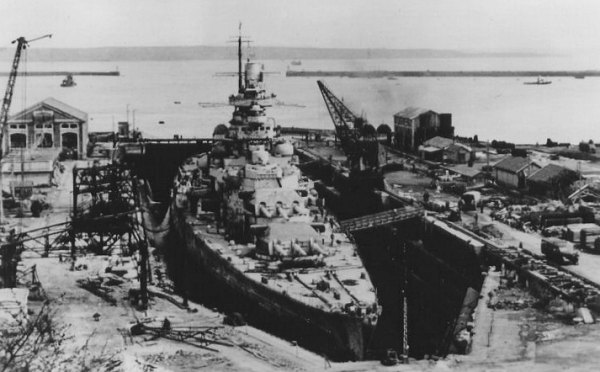
Schlachtschiff Gneisenau im Hafen von Brest eingedockt (April 1941)

Dem Seekommandanten waren im Zeitraum Juli bis Dezember 1940 folgende Verbände und Dienststellen unterstellt: Dem Seekommandanten waren im Zeitraum Juli bis Dezember 1940 folgende Verbände und Dienststellen unterstellt:
- Küstenschutzflottille Brest, ab Oktober 1940 Hafenschutzflottille Brest
- Hafenkommandant Brest
- Marineartillerieabteilung 262 (Brest) mit Küstenbatterie Graf Spee
- Marineflakabteilung 803 (Brest)
- Marineflakabteilung 804 (Brest)

### Seekommandant Bretagne
Dem Seekommandanten waren im Zeitraum Dezember 1940 bis September 1944 folgende Verbände und Dienststellen unterstellt:

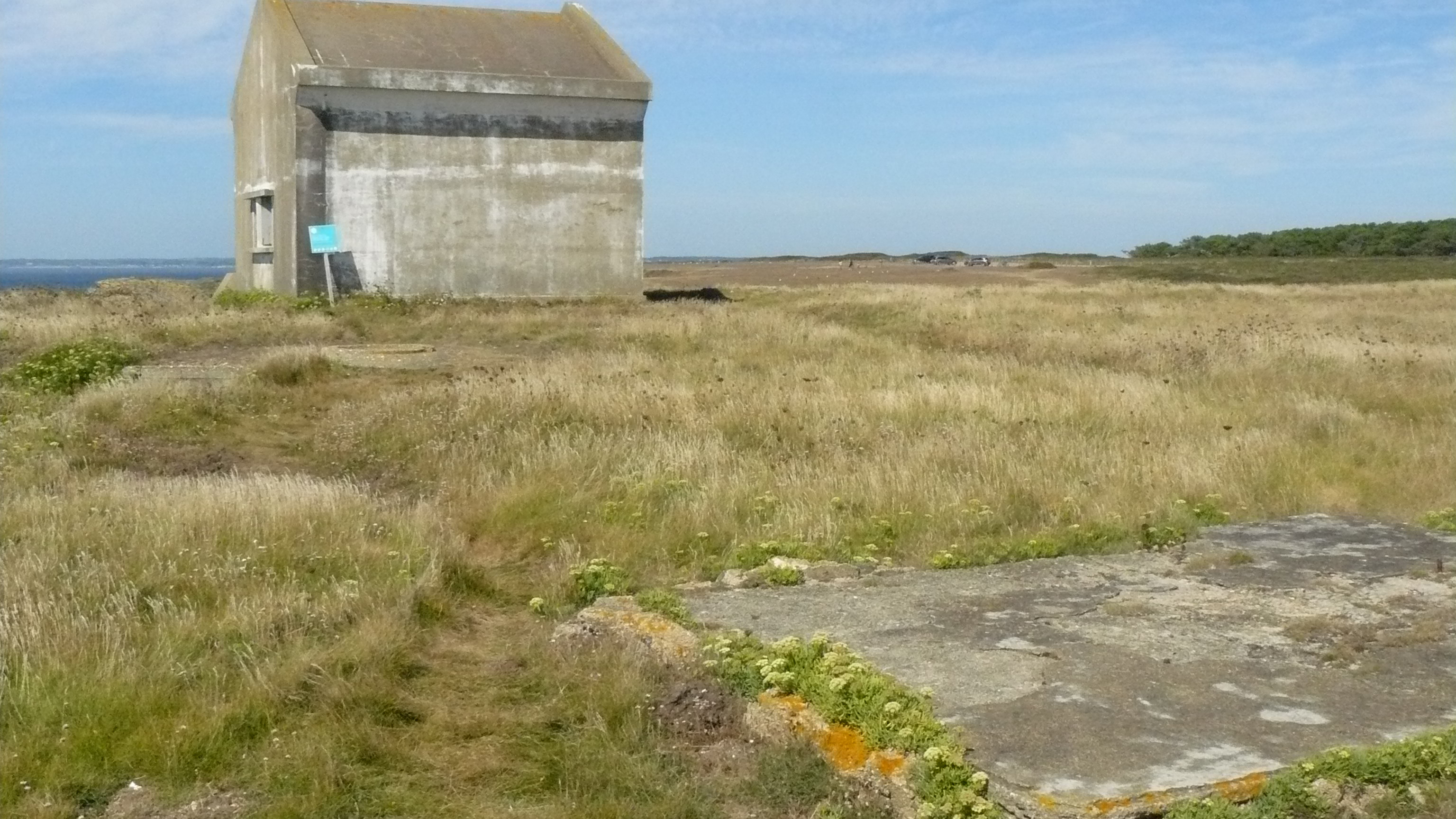
Ehemalige deutsche Stellung Pen Men auf der Île de Groix

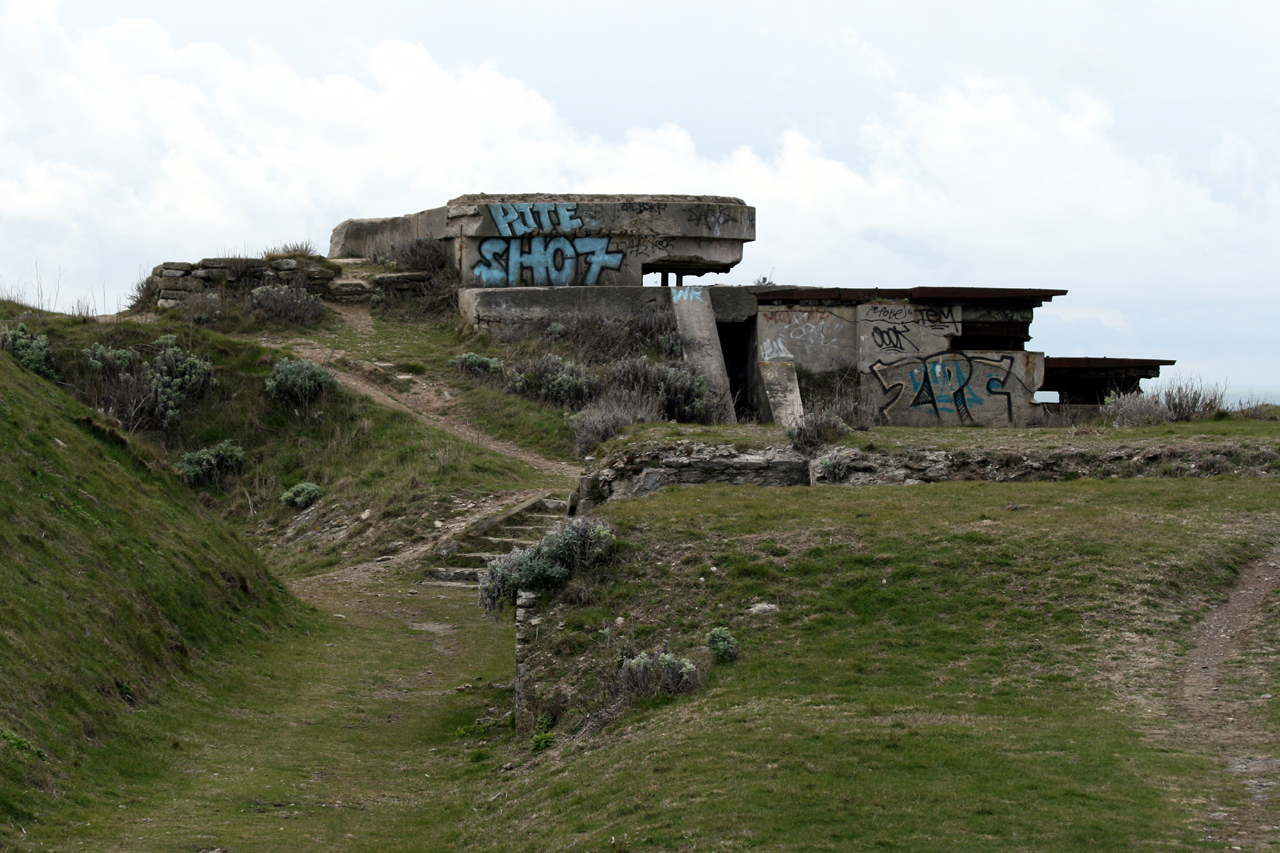
Reste einer deutschen Küstenbatterie auf Belle-Île

- Hafenschutzflottillen Brest und Lorient, im Dezember 1943 zusammengelegt zur Hafenschutzflottille Bretagne
- Hafenkommandant Brest
- Hafenkommandant Lorient
- Inselkommandant Île de Groix, nach Besetzung der Insel im April/Mai 1942
- Inselkommandant Belle-Île, nach Besetzung der Insel im April 1942
- 14. Marinekraftfahrabteilung (Brest), ab September/Oktober 1941
- 3. Funkmessabteilung (Brest), ab September 1942
- Marinepeilabteilung Bretagne (Brest), im Februar aus der Marinehauptpeilstelle Brest hervorgegangen.
- Marineartilleriezeugamt Brest, bis Dezember 1940 Marineartilleriezeugamt Bretagne, ab 1943 Marineartilleriearsenal.
- Marineartilleriezeugamt Lorient, bis Mai 1941 Nebenzeugamt des Marineartilleriezeugamts Brest, dann selbständig, ab 1943 Marineartilleriearsenal.

Marineartillerie
- Marineartillerieabteilung 262 (Brest)
- Marineartillerieabteilung 264 (Lorient)
- Leichte Marineartillerieabteilung 681 (Île de Groix), ab April/Mai 1942 (April 1942 zu 1. MarArtRgt?). Der Abteilungskommandeur war zugleich Inselkommandant.

Im April 1942 wurden die Inseln Île de Groix und Belle-Île besetzt. Zu ihrer Verteidigung wurde das 1. Marineartillerieregiment mit Stabssitz auf Belle-Île aufgestellt. Der Regimentskommandeur war zugleich Inselkommandant.
- 1. Marineartillerieregiment
  - leichte Marineartillerieabteilung 682 (Belle-Île)
  - leichte Marineartillerieabteilung 683 (Belle-Öle)
  - leichte Marineartillerieabteilung 688 (Belle-Île)

Marineflak
Anfangs unterstanden die Abteilungen der Marine-Flak direkt dem Seekommandanten. Im Dezember 1941 wurden sie in den Marineflakregimentern 20 (Lorient) und 24 (Brest) zusammengefasst. Im April 1943 wurde das Marineflakregiment 24 in III. und das Marineflakregiment 20 in IV. Marineflakbrigade umbenannt.
- Marineflakregiment 20/IV. Marineflakbrigade (Lorient)
  - Marineflakabteilung 704 (Lorient)
  - Marineflakabteilung 708 (Lorient)
  - Marineflakabteilung 806 (Lorient)
  - Marineflakabteilung 817 (Lorient)
  - Marineflakabteilung 818 (Lorient)
  - 3. Marinenebelabteilung (Lorient), zeitweise im Frühjahr/Sommer 1943
- Marineflakregiment 24/III. Marineflakbrigade (Brest)
  - Marineflakabteilung 803 - mot (Brest)
  - Marineflakabteilung 804 - mot (Brest)
  - Marineflakabteilung 805 - mot (Brest)
  - Marineflakabteilung 811 (Brest)
  - Marineflakabteilung 231 (Brest)
  - 3. Marinenebelabteilung (Brest), August 1941 - Frühjahr 1943
  - 4. Marinenebelabteilung (Brest)

## Weitere Marinedienststellen im Verantwortungsbereich
Im Bereich des Seekommandanten Brest/Bretagne lagen weitere Marinedienststellen, die ihm nicht oder nur administrativ unterstellt waren. Dazu gehörten:
- Kriegsmarinewerft Brest
- Kriegsmarinewerft Lorient
- Marinelazarett Brest
- Marinelazarett Lorient
- Torpedoarsenal Atlantik (Lorient): von Juli 1942 bis Juli 1943 Kapitän zur See Erich Heymann
- Weitere Waffen-, Verpflegungs- und Intendanturstellen
- Marinenachrichtenkommando Atlantik, Juni - Dezember 1943

## Seekommandanten

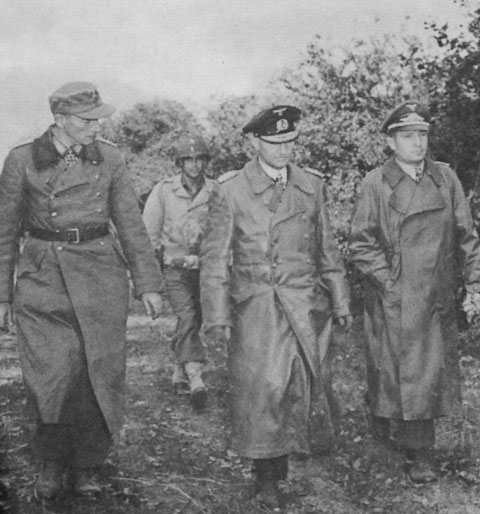
Generalmajor Hans von der Mosel (links), Konteradmiral Otto Kähler (Mitte) und Generalmajor Hans Kroh (rechts) kapitulieren in Brest am 18. September 1944

Folgende Offiziere hatten den Dienstposten des Seekommandanten Brest/Bretagne inne:
- Kapitän zur See/Konteradmiral Gustav Kieseritzky, Juli 1940 – Juni 1942
- Konteradmiral Ernst Schirlitz, Juni 1942 – März 1943
- Kapitän zur See Rolf Gumprich, März 1943 – Januar 1944
- Konteradmiral Otto Kähler, Januar – September 1944

Seekommandant Lorient war ab der Einrichtung im September 1944 Vizeadmiral Walter Matthiae.